# 基本オプションパック
基本オプションパックとは、ソフトバンクモバイルの有料オプションサービス。

## 沿革
2006年10月26日にスーパー便利パックとして提供開始。
2007年9月26日に名称変更が発表され、同年10月1日より現名称で提供されている。同時に発表されたあんしん保証パックが従来のスーパー安心パックの内容を若干変更した上で新たなサービスとして提供されているのに対し、こちらは単なる名称変更のみとなる。
2008年12月1日より、加入時の無料特典対象者が拡大され、新スーパーボーナスを既に利用している場合でも、買い増しや契約変更時に基本オプションパックに加入していない場合は1ヶ月間無料で提供されるようになった。
現在は、「ケータイ基本パック」（スマートフォン用USIMカードを利用する機種は「スマートフォン基本パック」）として提供されている。

## 概要
- 「スーパー便利パック」のリネームサービスである。
- 基本的には、パックになっているサービスのうち必要なものだけを個別に申し込めるが、基本オプションパック加入者しか使えないサービスもある。
- 新スーパーボーナスを初めて利用して機種を購入する場合、2ヶ月無料で提供される。
- 新スーパーボーナスを既に利用していて新たに機種を購入する場合、1ヶ月無料で提供される。（既に加入している場合は除く）
- iPhone 3G～4Sについては、「基本オプションパック(i)」（後に「iPhone基本パック」に変更）として、別メニューになっている。

## サービス内容
1. 月額498.75円（税込み）
  - SoftBank6-2の場合は月額399円（税込）
  - SoftBank 6-2 の場合のサービスは留守番電話20、割込通話、三者通話。
2. 紛失ケータイ捜索サービス　*基本オプションパック加入者のみ利用可能
  - 携帯電話を紛失した場合、紛失したおおよその場所を探すことができるサービス。
  - GPS対応機を利用している場合、環境にもよるが精度の高い（誤差数十メートル）検索ができる。
3. 安心遠隔ロック　*基本オプションパック加入者のみ利用可能
  - 遠隔操作により、携帯電話の電源ボタン以外をロックすることができる。対象の携帯電話が圏外であったり、電源が入っていない場合はロックできない。
4. S!電話帳バックアップ
  - アドレス帳をサーバーにバックアップできるサービス。バックアップしたアドレス帳をもとに、迷惑メール防止設定なども行える。
5. 位置ナビ
  - 自分や第三者の現在地を検索したりすることができるサービス。一部の機能はGPS対応機の場合のみ利用できる。
6. 留守番電話プラス
  - 圏外時などに、サーバーに3分までのメッセージを30件、1週間預けることができるサービス。着信をSMSで通知も可能。
7. 割込通話
  - 通話中に着信した電話にも応答できるようになるサービス。いわゆるキャッチホン。
8. グループ通話（旧称：多者通話）
  - 最大6人までの相手と同時に通話できるサービス。

### 基本オプションパック(i)
iPhone 3Gについては、次の内容が提供される。月額498.75円（税込）。
1. 留守番電話サービス(i)
  - 圏外時などに、3分までのメッセージを90件、1週間サーバーに預けることができるサービス。iPhone 3Gの'ビジュアルボイスメールを利用するには本契約が必要。ビジュアルボイスメールが有効の場合、メッセージが音声ファイルとしてiPhoneに配信され、通話料不要で、また圏外でもメッセージを確認することができる。
  - 個別契約時、月額315円（税込）
2. 割込通話
  - 通話中に着信した電話にも応答できるようになるサービス。いわゆるキャッチホン。iPhone 3Gの通話中保留を利用するには本契約が必要。
  - 個別契約時、月額210円（税込）
3. グループ通話(多者通話)
  - 最大6人までの相手と同時に通話できるサービス。
  - 個別契約時、月額210円（税込）